# ياسر المحمد
ياسر المحمد لاعب كرة قدم سعودي.

## مسيرة اللاعب
لعب لنادي الاتحاد في الفئات السنية و لعب بعدها لأندية الوطني و النهضة و نجران و الفيحاء و الدرعية و السد و النجمة و الأنصار و الريان و وج و الجيل.

## الحياة الشخصية
ياسر هو شقيق كل من اللاعبين عبد العزيز المحمد وعبد الله المحمد.